# Rrahman Morina
Rrahman Morina (srp. Rrahman Morina; Raušić, kod Peći, 1943. ] – Priština, 12. listopada 1990.), milicijski časnik i društveno-politički radnik SAP Kosova. Suprug srpske političarke Bratislave Morine, rođenje Banjac.

## Životopis
Rođen je 1943. godine u Raušiću, kod Peći. Radio je kao agent u Sekretarijatu unutarnjih poslova Jugoslavije, a kasnije partijski radnik u Savezu komunista Kosova. Napredovao je u karijeri i do 1981. postao ministar unutarnjih poslova na Kosovu.
Po izbijanju demonstracija na Kosovu ožujka 1981., angažirao je miliciju za suzbiti ne konzultiravši se s pokrajinskom vladom. Zbog ovog je poteza ostavku dao Mahmut Bakalli, ondašnji predsjednik Centralnog komiteta SK Kosova, izgubivši povjerenje savezne vlade u Beogradu.
Tijekom provođenja tzv. antibirokratske revolucije na Kosovu, Slobodan Milošević osigurao je smjenjivanje s vlasti Azema Vllasija i Kaqushe Jashari, dvoje najutjecajnijih političara na Kosovu u to vrijeme, i osigurao da 27. siječnja 1988. na čelo Saveza komunista Kosova dođe njegov saveznik, Rrahman Morina, tada jedan od rijetkih albanskih političara koji se protivio separatizmu na Kosovu. Na mjestu predsjednika Saveza komunista Kosova naslijedio je Remzija Kolgecija kao 14. u nizu.
Morinu su vidjeli kao sljedbenika srbijanskog vožda Slobodana Miloševića, premda ga je Milošević u početku prezirao. Srbijanski vožd jednom je otišao k jugoslavenskom predsjedniku Predsjedništva Lazaru Mojsovu, bijesno zahtijevajući uklanjanje Morine iz Kosovske vlade, kao i ostatak nje. Milošević je čak prijetio ostavkom na svoj položaj čelnika Saveza komunista Srbije ako se ne makne Morinu.
Po izbijanju štrajka rudara u Trepči veljači 1989., kosovski čelnici Morina, Ali Shukria i Husamedin Azemi podnijeli su ostavke na svoje dužnosti. Iste noći kad su prijevarom izmamili rudare van, Slobodan Milošević i njegovi trabanti pokrenuli su svoje uvježbane organizatore mitinga. Od ponoći 28. veljače 1989. godine na 1. ožujka u središtu Beograda okupili su na stotine tisuća ljudi koji su se smjenjivali tijekom dana. Predsjednik Predsjedništva SFRJ Raif Dizdarević držao je govore mitingašima, govoreći o bratstvu i jedinstvu, no oni su ga izviždali i ponižavali. Mitingaška jezgra organizirano je klicala "Uhapsite Vllasija!", kosovskog albanskog političara koji je stao na stranu trepčanskih rudara. Tražili su pored ostalog povlačenje ostavki Morine, Shukriua i Azemija. Pod tim Miloševićevim pritiskom su članovi Predsjedništva SFRJ donijeli odluku o uvođenju izvanrednog stanja na Kosovu.
Rahman Morina umro je 12. listopada 1990. godine u Prištini, dok je predsjedavao konstitutivnoj sjednici Pokrajinskog odbora Socijalističke partije Srbije za Kosovo i Metohiju. Službeni uzrok smrti bio je srčani udar, iako postoje sumnje da je bio otrovan. Bio je član Glavnog odbora SPS-a Srbije i predsjednik Odbora za pripremu prve konferencije ove stranke za Kosovo i Metohiju. Poslije njegove smrti funnkcija predsjednika Pokrajinskog komiteta Saveza komunista Kosova.
Pokopan je u Aleji zaslužnih građana na Novom groblju u Beogradu. U istoj je grobnici poslije pokopana srpska pjesnikinja Mira Alečković.

## Odlikovanja
- Orden rada sa srebrnim vijencem,
- Orden bratstva i jedinstva sa srebrnim vijencem,
- Orden zasluga za narod sa zlatnom zvijezdom,

## Vanjske poveznice
- Milošević je umeo da pridobija ljude  Arhivirana inačica izvorne stranice od 13. svibnja 2019. (Wayback Machine) (srp.)